# Болдырев, Алексей Гаврилович
Алексе́й Гаври́лович Бо́лдырев (род. 21 марта 1931) — советский строитель, Герой Социалистического Труда (1974), заслуженный строитель РСФСР (1963), почётный гражданин Николаева (1989).

## Биография
Родился 21 марта 1931 года в селе Татарино Каменского района Острогожского округа Центрально-Чернозёмной области (ныне Каменского района Воронежской области). После окончания семилетки работал в местном колхозе.
В октябре 1952 года направлен Острогожским РВК на восстановление судостроительных заводов и города Николаева. Работал разнорабочим, помощником каменщика. Окончил курсы бригадиров, впоследствии — 6-месячные курсы мастеров. Возглавил бригаду каменщиков СМУ «Промстрой»-1 комбината «Николаевпромстрой» Министерства промышленного строительства СССР.
В 1971 году окончил вечернюю школу, а в 1974 году — заочно Николаевский строительный техникум.
За 38 лет трудового стажа внес значительный вклад в развитие Николаевщины. При его участии построено много промышленных объектов, в том числе здания Николаевского завода силикатных изделий, Николаевского глиноземного завода, гостиницы «Николаев», нового аэропорта, спорткомплекса «Надежда», а также построено много жилых домов в Николаеве, Вознесенске , Первомайске.
Избирался депутатом Николаевского областного совета .

## Награды и почётные звания
- Медаль «Серп и Молот» Героя Социалистического Труда (08.01.1974);
- Два ордена Ленина (05.04.1971, 08.01.1974);
- Орден Трудового Красного Знамени (09.08.1958);
- Орден Дружбы народов (09.07.1986);
- Орден «Знак Почёта»;
- Медаль «В ознаменование 100-летия со дня рождения Владимира Ильича Ленина»;
- Заслуженный строитель РСФСР (1963);
- Почётный гражданин Николаева (1989)[1]